# Avenida de la Palmera
La Avenida de la Palmera es una importante vía pública de la ciudad de Sevilla (España), que durante casi todo el siglo XX supuso la puerta de entrada a la ciudad por el sur.

## Denominación
Recibió el título de avenida de la Palmera en 1910, por el ejemplar de este árbol que se encontraba en la glorieta que marcaba el final de la misma. Se cambió su nombre por avenida de la Reina Victoria en 1920. Con la entrada de la Segunda República (1931) pasó a llamarse avenida de Mayo y durante el periodo franquista se denominó avenida la Victoria. En 1980, tras la recuperación de la democracia, volvió a su nombre tradicional “de la Palmera”, por el que nunca dejó de ser conocida.

## Historia

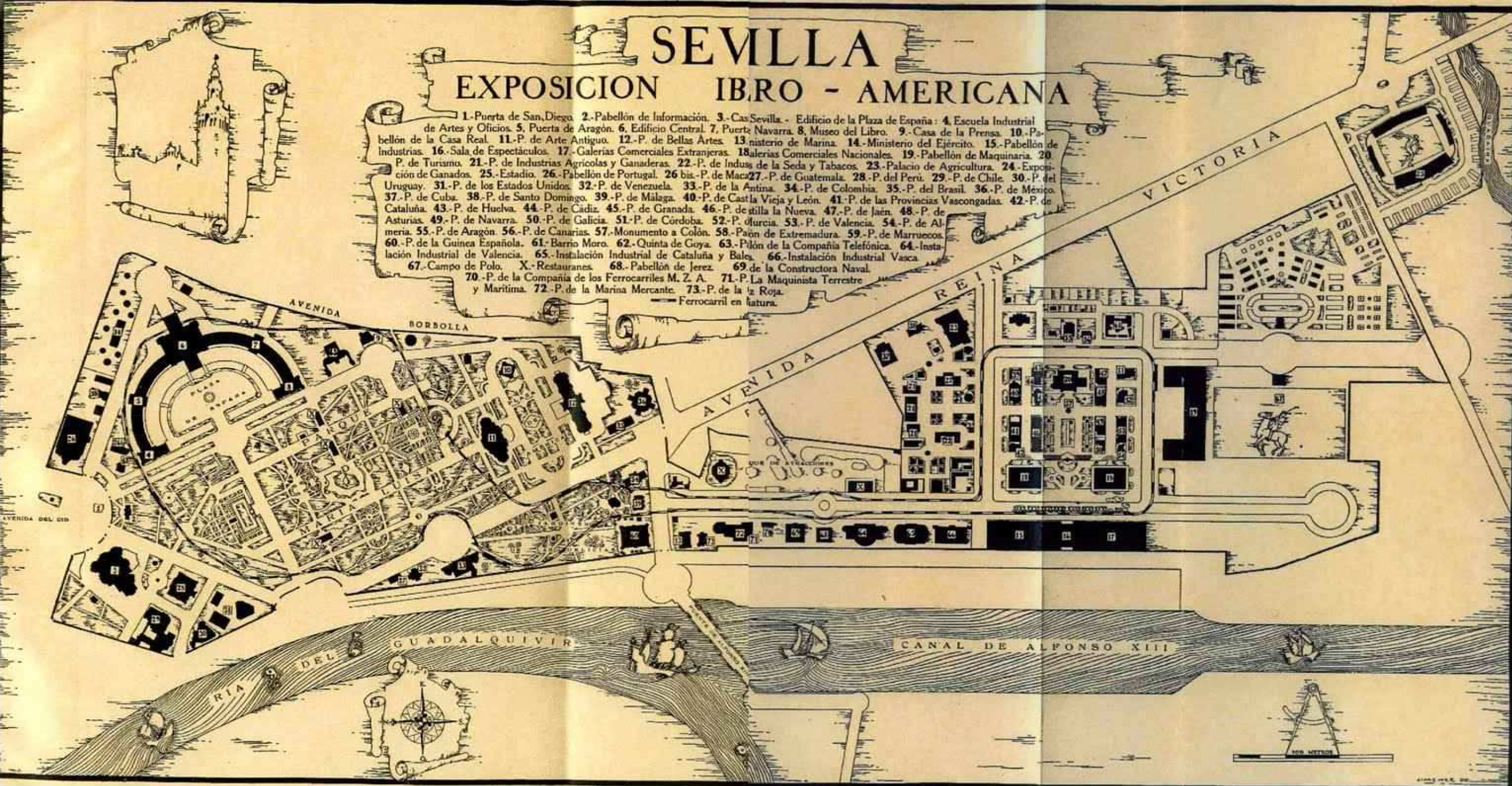
Plano de la Exposición Iberoamericana de 1929, donde se observa la entonces denominada avenida de la Reina Victoria.

Esta vía se formó en el último tercio del siglo XIX, cuando en 1884 se acordó la prolongación del paseo de las Delicias en 1358 metros, a partir de un paso a nivel del ferrocarril que se encontraba situado junto a la actual glorieta de México.
La avenida se situaba en una posición intermedia entre el que era el denominado Camino Viejo de Guadaira, que discurría por la actual avenida Manuel Siurot y que constituía la vía de acceso a Sevilla desde Dos Hermanas y el tramo de la actual dársena del Guadalquivir, denominado Canal de Alfonso XIII, creado por la Corta de Tablada.
La celebración de la Exposición Iberoamericana de 1929 contribuyó a la transformación de la avenida, que quedó incluida dentro del plan de obras conexas de la Exposición. En 1927, se produjo un ensanchamiento de la vía y se conectó con el camino viejo del Guadaíra por lo que pasó a servir como acceso principal desde Cádiz. También se edificaron en ella algunos pabellones, el del Aceite, desaparecido durante la Guerra Civil; el de Cuba y el de la República Dominicana que aún permanecen.
En muchos casos, los chalés de la avenida han dejado de ser residenciales para pasar a ser la sede de organizaciones.

## Edificaciones destacadas

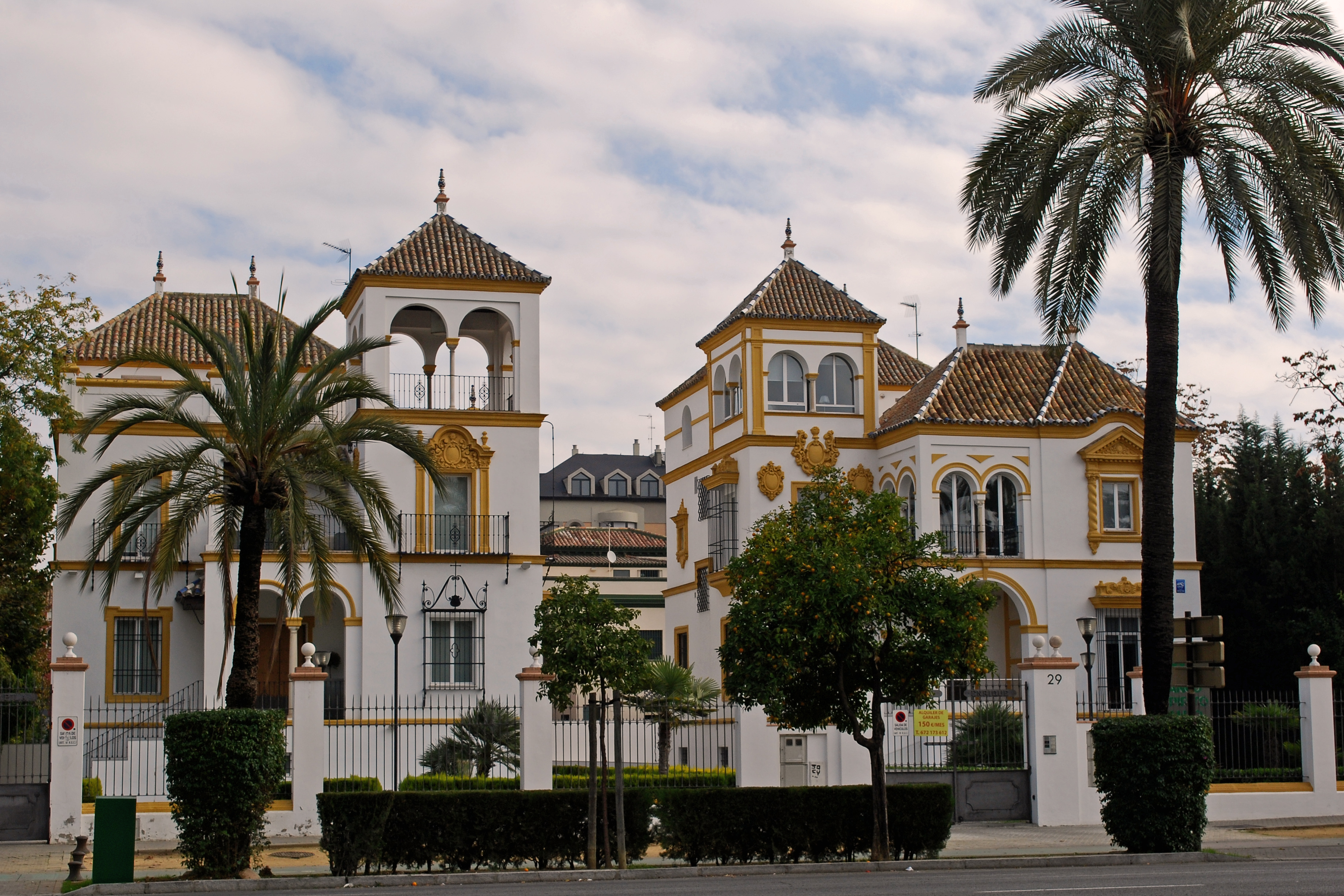
Villa Sara y Villa Pilar fueron construidas en 1922, por el arquitecto Juan Talavera y Heredia, para Sara y Pilar Barquín.

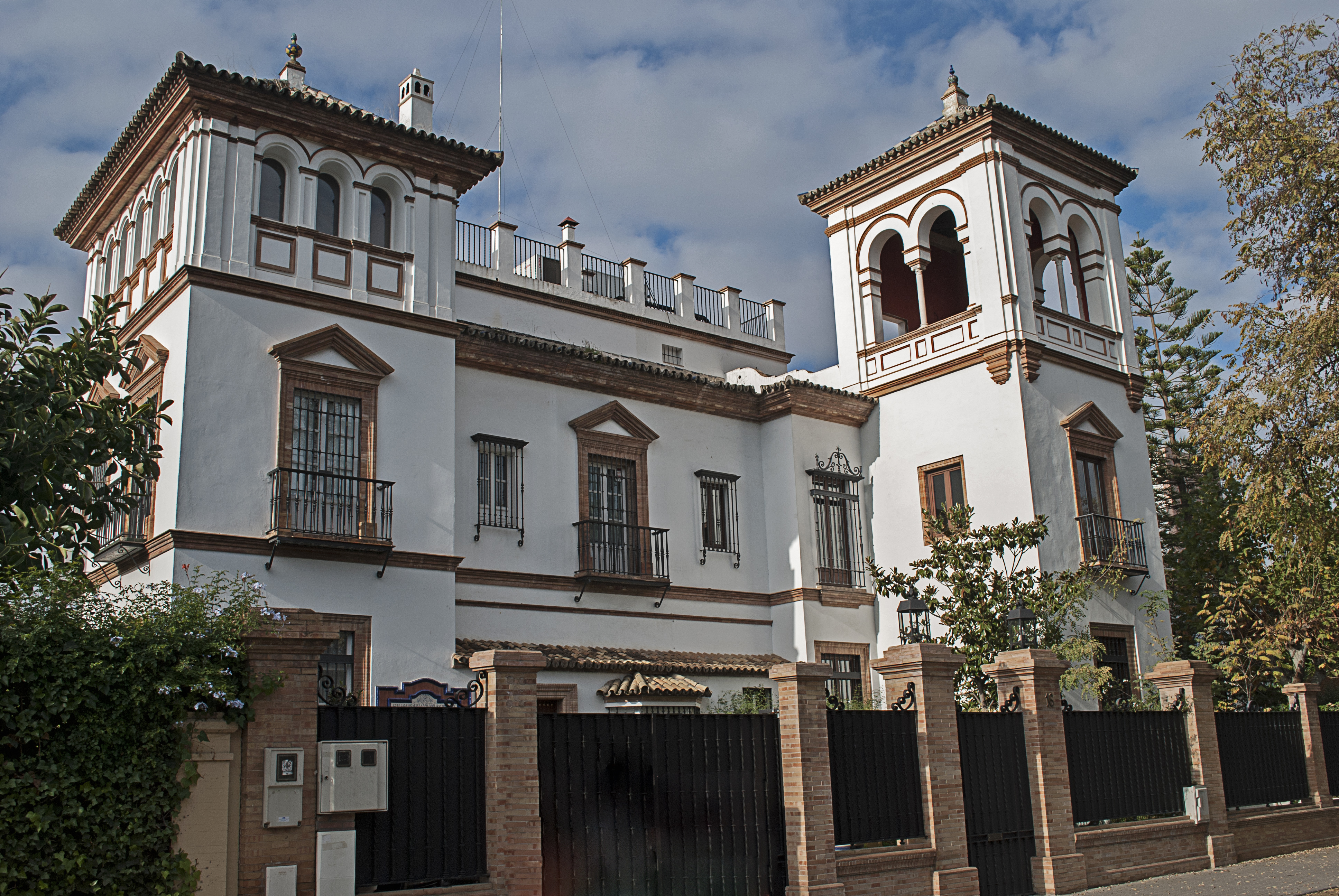
Casa de Ana Gómez Millán, ofrecimiento de la ciudad de Sevilla a la esposa de Aníbal González. Proyecto de Juan Talavera y José Espiau.

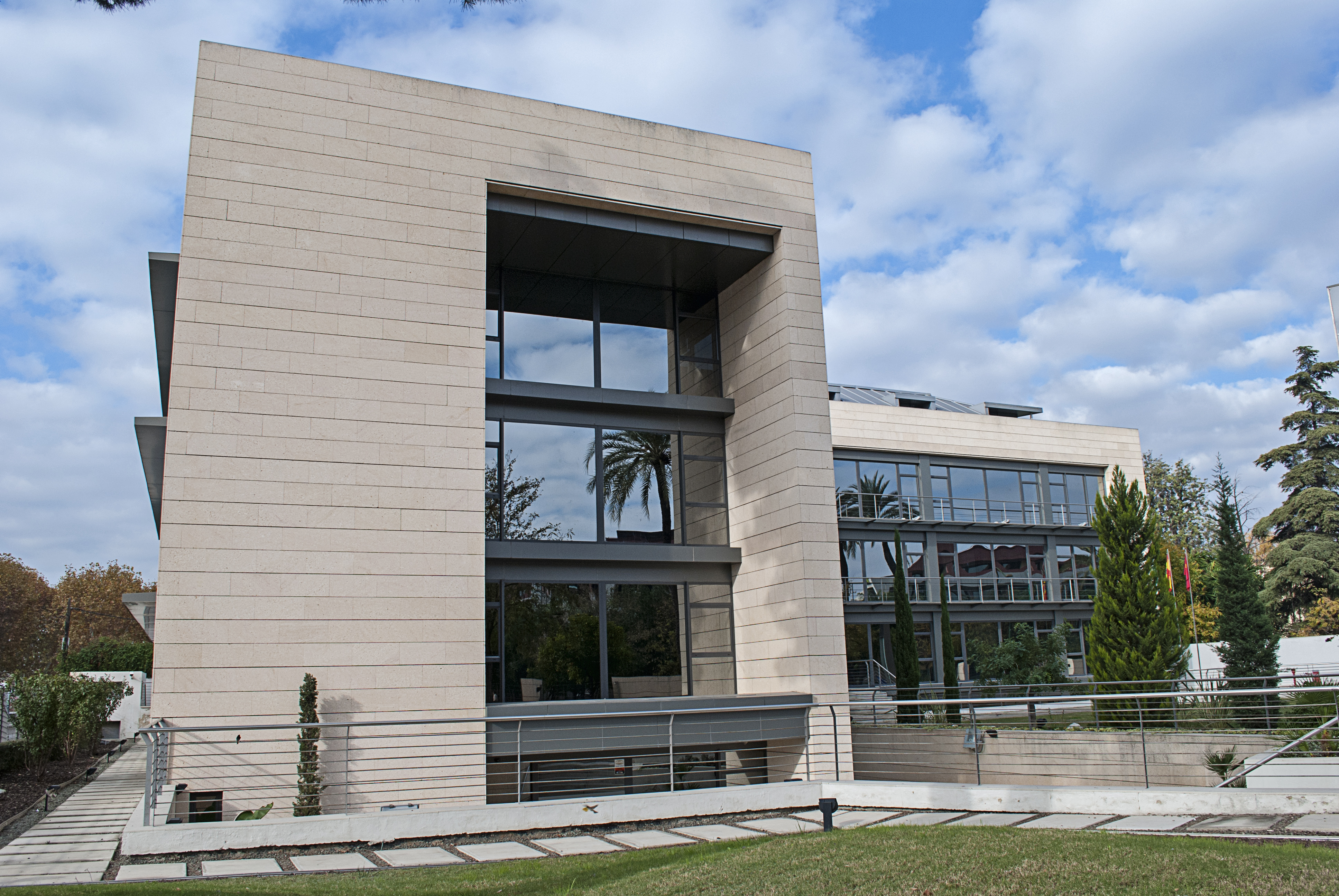
Sede del Colegio de Arquitectos Técnicos y Aparejadores de Sevilla (2005).

En 1920 se establecieron las normas municipales que regían la edificación en esta área, se imponían viviendas unifamiliares exentas, rodeada de jardines con verjas o tapias de cerramiento. A partir de esta normativa , comenzó la construcción de palacetes y residencias para la aristocracia y las clases más acomodadas. A partir de los años setenta gran parte de estos inmuebles fueron ocupados por instituciones públicas y sedes empresariales. Las más destacadas son:
- Casa Rosa. La denominada villa Eugenia que linda con la Palmera, la avenida de Eritaña y Manuel Siurot, fue construida en 1894 por José Solares para Eugenia de la Rocha, marquesa de Angulo. Destacan los jardines, diseñados a finales del siglo XIX, que constituyen un vestigio del Romanticismo. Actualmente  es sede de la Consejería de Medio Ambiente de la Junta de Andalucía.[3][4]
- Antigua Villa María (Av. Palmera núm. 2) (1921-1923). Obra de Aníbal González En la actualidad es sede de la clínica Nuestra Señora de Fátima.
- Nuestra Señora de los Reyes (Av. Palmera núm. 7). Fue construida en 1938, por el arquitecto Juan Talavera y Heredia, para Luisa de Orleans.[3]
- Colegio de las Adoratrices (Av. Palmera núm. 13)(1929), construida por Vicente Traver.
- Vivienda de Ana Gómez Millán (Av. Palmera núm.16). Ofrecimiento de la ciudad de Sevilla a la esposa de Aníbal González. Proyecto de Juan Talavera y José Espiau.
- Villa Lola (Av. Palmera núm.23).
- Sede del Colegio Oficial de Aparejadores Arquitectos Técnicos (2005) (Av. Palmera núm. 24).
- Villa Diana (Av. Palmera núm.25).
- Villa Sara y Villa Pilar (Av. Palmera núm.27-29). Fueron construidas en 1922, por el arquitecto Juan Talavera y Heredia, para Sara y Pilar Barquín.[3]
- Pabellón de Cuba en la Exposición de 1929 (Av. Palmera núm. 28. Obra de los arquitectos cubanos Evelio Govantes y Félix Cabarrocas.
- Casa para la viuda de Lasarte (Av. Palmera núm. 31). Fue terminada en 1939, es obra de Toro Buiza, Gómez Estern y Felipe Medina Benjumea, figuras claves en el "movimiento moderno" o "racionalismo" sevillano.[5]
- Iglesia Corpus Christi (Sevilla) (Av. Palmera núm. 39). Fue construida por Vicente Traver en 1928.
- Casa Sundheim (Av. Palmera núm. 41). Arquitecto jerezano Francisco Hernández-Rubio.
- Casa Seras (Av. Palmera núm. 43). Construcción original de 1913, del arquitecto Francisco Hernández-Rubio.
- Casa Castillo (Av. Palmera núm. 45). Construcción original de 1914, del arquitecto Francisco Hernández-Rubio.
- Casa Luca de Tena (Av. Palmera núm. 48). Edificio, proyecto del arquitecto Aníbal González y cuya construcción finalizó en 1926. Figura en el Catálogo General del Patrimonio Histórico Andaluz.
- Ave María (Av. Palmera núm. 53). Fue construida en 1952 por el arquitecto Aurelio Gómez Millán.
- Av. Palmera núm. 55, data de 1935 del arquitecto Aurelio Gómez Millán.
- Palmera, 57, 1937 del arquitecto Aurelio Gómez Millán.
- Villa María Luisa (Av. Palmera núm.59), (1931-1932) de Jiménez Carlés.
- Pabellón de la República Dominicana.
- Estadio Benito Villamarín